# Nördliche Krone

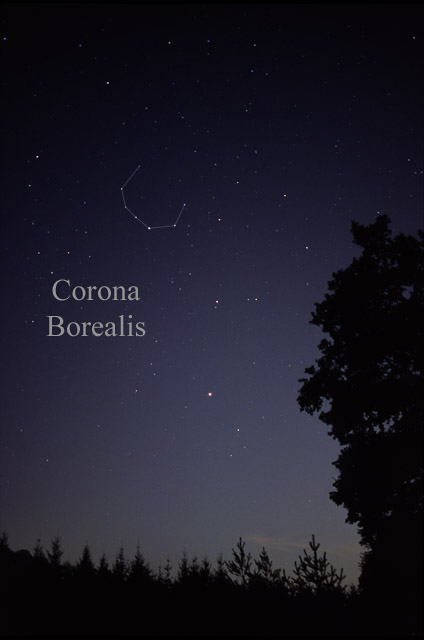
Das Sternbild Nördliche Krone, wie es mit dem bloßen Auge gesehen werden kann.

Die Nördliche Krone (lateinisch / fachsprachlich Corona Borealis) ist ein Sternbild nördlich des Himmelsäquators.

## Beschreibung
Die Nördliche Krone ist ein relativ kleines, aber markantes Sternbild zwischen dem Herkules und dem Bärenhüter. Ihre Sterne bilden einen Halbkreis. Der hellste Stern Gemma (lateinisch für Edelstein) ist mit 2,22m auffällig hell, die übrigen Sterne erreichen nur etwa die vierte Größenklasse.
Das Sternbild enthält zwei interessante veränderliche Sterne, R und T Coronae Borealis, die starke Helligkeitsschwankungen aufweisen.
In der Nördlichen Krone befindet sich der ausgedehnte Galaxienhaufen Abell 2065, der etwa 400 Galaxien enthält. Aufgrund der großen Entfernung erreichen die Galaxien allerdings nur die 16. Größenklasse und sind daher nur in großen Teleskopen oder auf lang belichteten Fotografien sichtbar. Der reiche Galaxienhaufen Abell 2142, der etwa 1,2 Mrd. Lichtjahre entfernt ist und ebenfalls keine Galaxie heller als 16 mag enthält, ist ein interessantes Forschungsobjekt, da in ihm die Verschmelzung zweier solcher Haufen zu beobachten ist. Er liegt im südöstlichen Bereich des Sternbildes nahe ε Coronae Borealis.

## Geschichte
Die Nördliche Krone gehört zu den 48 Sternbildern der antiken Astronomie, die bereits von Claudius Ptolemäus erwähnt wurden. Ihr Gegenstück am Himmel ist die Südliche Krone (Corona Australis).
Für die Griechen der Antike stellte das Sternbild eine Krone dar. In anderen Kulturen hatte es unterschiedliche Bedeutungen. So sahen die Araber darin die zerbrochene Schüssel armer Leute, die Chinesen eine Geldkette und die Kelten ein sich schnell drehendes Rad oder Schloss.

## Mythologie
Der griechischen Mythologie nach war die Nördliche Krone die mit Edelsteinen besetzte Krone der Ariadne, Tochter des Königs Minos von Kreta. Mit Ariadnes Hilfe bezwang der Held Theseus den Minotaurus. Theseus erhielt von ihr einen Faden, mit dem er den Weg aus dem Labyrinth fand, in dem das Untier gefangen gehalten wurde. Nach der gemeinsamen Flucht von Kreta wurde sie von Theseus auf der Insel Naxos zurückgelassen, wo sie von Dionysos aufgenommen und zur Frau erwählt wurde. Dionysos warf ihre Krone in den Himmel, wo sie dann zu einem Sternbild wurde.
Diese Verstirnung eines Gegenstands bzw. einer Person wird auch Katasterismos genannt und hat einige Entsprechungen in antiker Dichtung.
In der keltischen Mythologie war die Nördliche Krone (Caer Arianrohd) das Rad (oder auch das Schloss) von Arianrhod.

## Himmelsobjekte

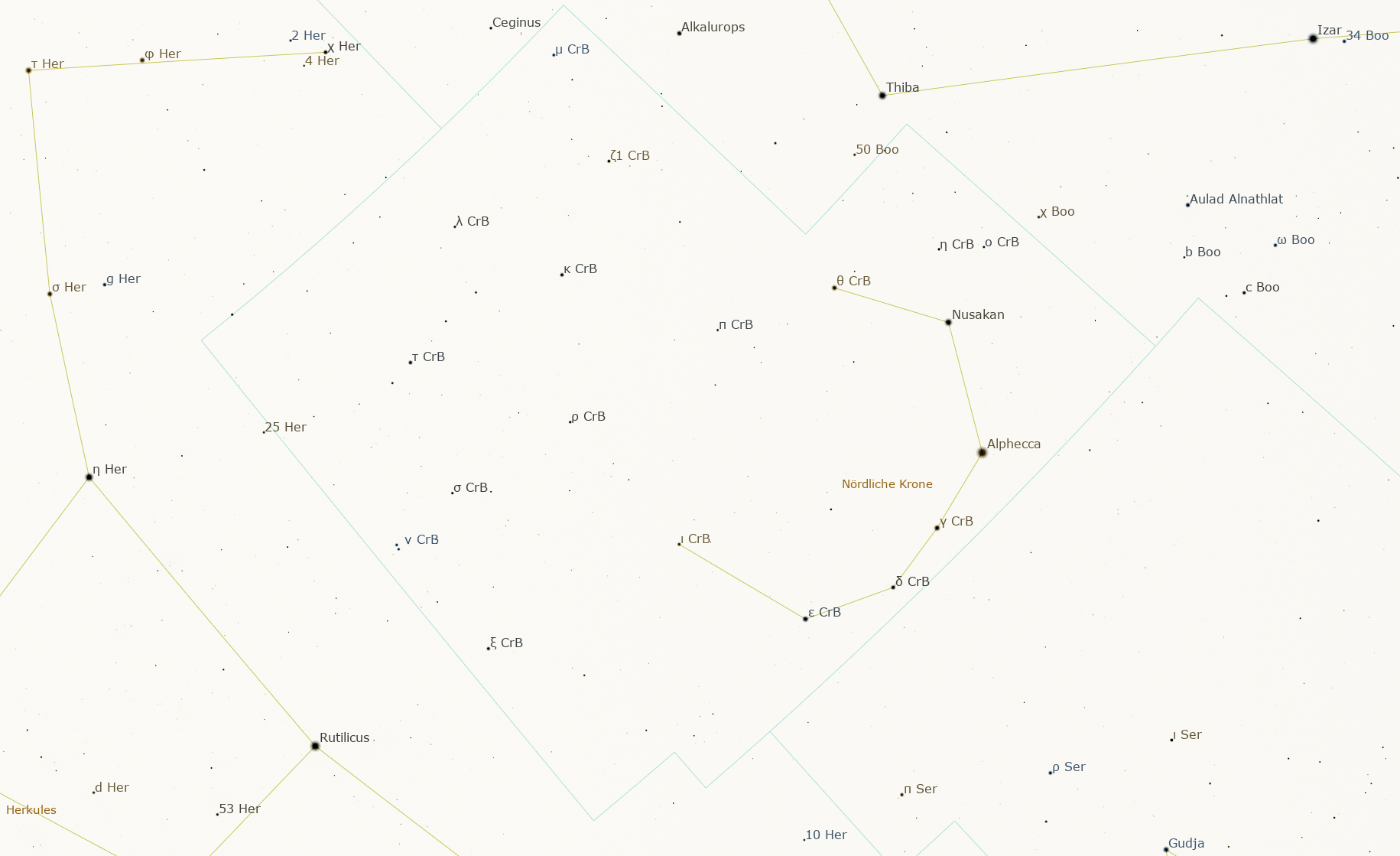
Das Sternbild Nördliche Krone (Corona Borealis)

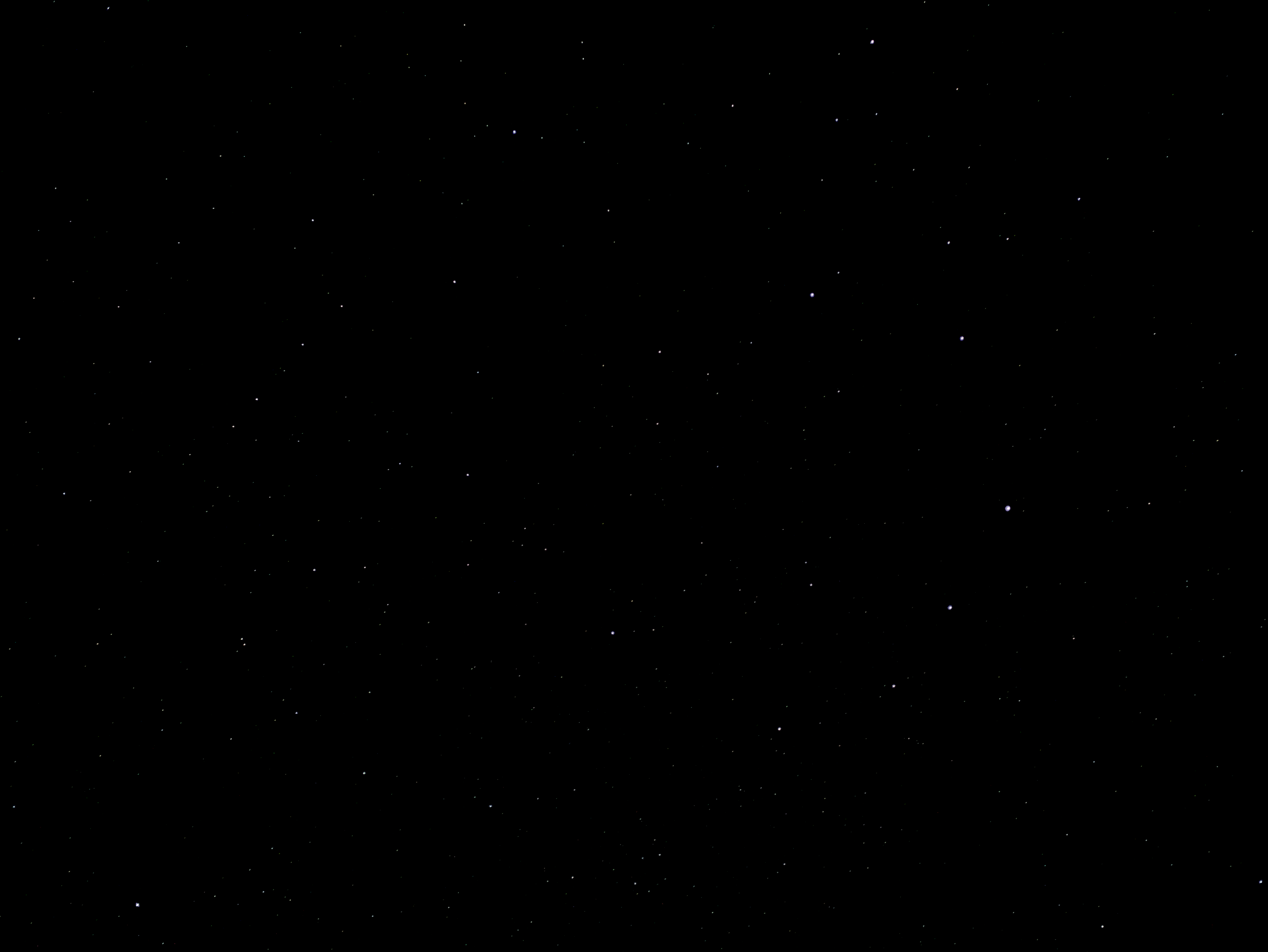
Astronomische Aufnahme des Sternbilds Corona Borealis

### Sterne
| B | F  | Namen o. andere Bezeichnungen     | Größe | Lj  | Spektralklasse |
| - | -- | --------------------------------- | ----- | --- | -------------- |
| α | 5  | Gemma, Alphekka, Gnosia, Asteroth | 2,22m | 77  | A0 V           |
| β | 3  | Nusakan                           | 3,7m  | 114 | F0             |
| γ | 8  | Gamma Coronae Borealis            | 3,81m | 145 | B9 + A3        |
| ε | 13 | Epsilon Coronae Borealis          | 4,14m | 250 | K2 III         |
| θ | 4  | Theta Coronae Borealis            | 4,14m | 300 | B6 V           |
| δ | 10 | Delta Coronae Borealis            | 4,59m | 150 | G4 III         |
| τ | 16 |                                   | 4,73m |     |                |
| κ | 11 | Kappa Coronae Borealis            | 4,79m |     |                |
| ξ | 19 |                                   | 4,86m |     |                |
| ι | 14 |                                   | 4,98m |     |                |
| η | 2  | Eta Coronae Borealis              | 4,99m | 55  | G1 + G3        |
| ζ | 7  | Zeta Coronae Borealis             | 5,07m |     |                |
| μ | 6  |                                   | 5,14m |     |                |
| ν | 20 |                                   | 5,20m |     |                |
| σ | 17 |                                   | 5,23m |     |                |
| ρ | 15 | Rho Coronae Borealis              | 5,39m | 57  | G0 V           |
| ν | 21 |                                   | 5,40m |     |                |
| λ | 12 |                                   | 5,43m |     |                |

Der hellste Stern, Alpha Coronae Borealis, ist rund 76,5 Lichtjahre von der Sonne entfernt. Er ist ein bläulich-weißer Stern der Spektralklasse A0. Alle 17,36 Tage verringert sich seine Helligkeit um nur 0,1 Größenklassen. Verursacht wird die Verdunklung durch einen lichtschwächeren Begleitstern, der vor dem Hauptstern vorbeizieht. Derartige Sterne nennt man Bedeckungsveränderliche. Der Stern gehört zum sogenannten „Bärenstrom“, einem nahen offenen Sternhaufen.
Alpha Coronae Borealis wird auch Gemma (lateinisch für „Edelstein“) oder Alphekka genannt. Letzterer Name ist altarabischen Ursprungs und könnte sich von al-fakkah (der Gebrochene) ableiten. Dies bezieht sich auf einen „gebrochenen Ring“ von Sternen (das Sternbild Nördliche Krone).
Rho Coronae Borealis ist ein sonnenähnlicher gelber Zwergstern der Spektralklasse G0 V in 55 Lichtjahren Entfernung. Er ist etwas leuchtkräftiger als unsere Sonne und mit etwa 10 Milliarden Jahren etwa doppelt so alt. 1997 wurden bei dem Stern ein Exoplanet und eine zirkumstellare Scheibe, ähnlich dem Kuipergürtel, entdeckt.

### Doppelsterne
| System | Größen    | Abstand      |
| ------ | --------- | ------------ |
| β      | 3,7m      | 0,2"         |
| η      | 5,6m/5,9m | 0,7 bis 0,4" |
| γ      | 4,1m/5,5m | 0,7"         |
| ζ      | 5,0m/6,0m | 6,3"         |
| σ      | 5,6m/6,6m | 7"           |

Das System η Coronae Borealis ist 59 Lichtjahre entfernt. Seine Doppelsternnatur wurde 1784 von Wilhelm Herschel erkannt. Die zwei gelblich leuchtenden Hauptreihensterne des Systems der Spektralklassen G1 und G3 bewegen sich in nur 41,6 Jahren um einen gemeinsamen Schwerpunkt. Von der Erde aus gesehen haben die Sterne einen Abstand von 0,7 (Jahr 2000) bis 0,4 (Jahr 2020) Bogensekunden. Um sie zu trennen, benötigt man ein mittleres Teleskop ab 15 cm Öffnung.
Dass es sich auch bei γ Coronae Borealis um einen Doppelstern handelt, entdeckte zuerst Friedrich Georg Wilhelm Struve im Jahr 1826. Das etwa 145 Lichtjahre entfernte System besteht aus zwei bläulich-weißen Sternen der Spektralklassen B9 und A3, die sich in 93 Jahren umkreisen.
Das System ζ Coronae Borealis ist 450 Lichtjahre entfernt und besteht aus zwei etwa gleich hellen Sternen der Spektralklasse A2.
Aufgrund des größeren Winkelabstandes von 6,3 bzw. 7 Bogensekunden können beide Systeme auch mit einem kleineren Teleskop in Einzelsterne aufgelöst werden.

### Veränderliche Sterne
| Objekt | Größe         | Periode     | Typ                            |
| ------ | ------------- | ----------- | ------------------------------ |
| α      | 2,22 bis 2,3m |             | Bedeckungsveränderlicher Stern |
| R      | 5,7m–14,8m    |             | unregelmäßig Veränderlicher    |
| S      | 5,8m–14,1m    | 360,26 Tage | Mirastern                      |
| T      | 2,0m–10,8m    |             | wiederkehrende Nova            |
| U      | 7,7m–8,9m     | 3,45 Tage   | Algolstern                     |
| W      | 7,8m–14,3m    | 238,4 Tage  | Mirastern                      |

R Coronae Borealis ist der Namensgeber einer Gruppe von veränderlichen Sternen, die unregelmäßig ihre Helligkeit verändern. Bei Sternen dieses Typs kann man einen raschen Helligkeitsabfall beobachten. Nach einer nicht vorher bestimmbaren Zeitspanne nimmt die Helligkeit langsam wieder zu. Bei Untersuchungen des Spektrums dieser Sterne konnte festgestellt werden, dass ihre Oberfläche relativ viel Helium und Kohlenstoff enthält. Man geht davon aus, dass die Sterne in unregelmäßigen Abständen Teile ihrer äußeren Gashülle abstoßen. Dabei kondensieren die Kohlenstoffmoleküle zu lichtundurchlässigen Rußpartikeln aus. Die Rußwolke verflüchtigt sich mit der Zeit und der Stern erscheint wieder heller.

R Coronae Borealis hat im Maximum eine Helligkeit von 5,7m und kann gerade noch mit bloßem Auge gesehen werden. Im Minimum sinkt die Helligkeit auf 14,8m ab und der Stern kann nur in einem größeren Teleskop beobachtet werden.
S Coronae Borealis ist ein rötlicher Mirastern der Spektralklasse M7e, der in der Phase seiner Maximalhelligkeit von 5,8m ebenfalls gerade noch mit bloßem Auge sichtbar ist, während er im Minimum nur 14,1m erreicht. Die Periode der Helligkeitsschwankungen beträgt 360 Tage. Die Entdeckung der Variabilität dieses etwa 1400 Lichtjahre entfernten Sterns erfolgte im Jahr 1860 durch Henke.
T Coronae Borealis ist ein veränderlicher Stern vom Typ wiederkehrende Nova. Mit einer Helligkeit von 10,8m ist er nur sehr lichtschwach, wurde aber bei Ausbrüchen 1866 und 1946 mit bis zu 2,0m auffällig hell.
U Coronae Borealis wurde 1863 von Winnecke als veränderlich erkannt. Es handelt sich um einen bedeckungsveränderlichen Stern vom Typ Algol, dessen scheinbare Helligkeit mit einer Periode von 3,45 Tagen zwischen 7,66m und 8,79mschwankt. Die Komponenten dieses Doppelsterns sind ein blauweißer Hauptreihenstern vom Spektraltyp B6 und ein gelbweißer Unterriese vom Spektraltyp F8.
W Coronae Borealis ist ein Mirastern der Spektralklasse M2e bis M5e, der in seinem Maximum leicht mit Hilfe eines Fernglases gesehen werden kann, während er im Minimum nur 14,3m erreicht. Die durchschnittliche Periode der Helligkeitsschwankungen beträgt 238,4 Tage. Entdeckt wurde W Coronae Borealis im Jahr 1902 von T.D. Anderson.

### Messier- und NGC-Objekte
Die Nördliche Krone enthält keine helleren Sternhaufen, Gasnebel oder Galaxien, die in den Messier-Katalog oder NGC aufgenommen wurden.